# جایزه بزرگ بریتانیا ۱۹۷۲
جایزه بزرگ بریتانیا ۱۹۷۲ (انگلیسی: ‎1972 British Grand Prix‎) یک مسابقهٔ موتوری در رشتهٔ اتومبیل‌رانی فرمول یک بود که در تاریخ ۱۵ ژوئیهٔ ۱۹۷۲ در برندز هچ واقع در کنت، انگلستان برگزار شد. این گراند پری در میان ۱۲ گراند پری در فصل ۱۹۷۲، مسابقهٔ شمارهٔ ۷ بود.
در این مسابقه که در ۷۶ دور و به مسافت ۳۲۴٫۱۲۲ کیلومتر (۲۰۱٫۴۰۰ مایل) برگزار شد، پول پوزیشن توسط ژاکی ایکس کسب شد و سریع‌ترین زمان برای طی یک دور پیست که برابر با ۱:۲۴٫۰ بود نیز توسط جکی استوارت به ثبت رسید.
امرسون فیتیپالدی از تیم لوتوس-فورد، جکی استوارت از تیم تایرل-فورد و پیتر روسون از تیم مک‌لارن-فورد به‌ترتیب مقام‌های اول تا سوم مسابقه را کسب کردند.

## رده‌بندی قهرمانی پس از مسابقه
|       | جایگاه | راننده           | امتیاز |
| ----- | ------ | ---------------- | ------ |
|       | ۱      | امرسون فیتیپالدی | ۴۳     |
|       | ۲      | جکی استوارت      | ۲۷     |
|       | ۳      | دنی هیولم        | ۲۱     |
|       | ۴      | ژاکی ایکس        | ۱۶     |
| ۳     | ۵      | پیتر روسون       | ۱۰     |
| منبع: |        |                  |        |

|       | جایگاه | سازنده      | امتیاز |
| ----- | ------ | ----------- | ------ |
|       | ۱      | لوتوس-فورد  | ۴۳     |
|       | ۲      | تایرل-فورد  | ۳۳     |
|       | ۳      | مک‌لارن-فورد | ۲۷     |
|       | ۴      | فراری       | ۲۰     |
|       | ۵      | بی‌آرام      | ۹      |
| منبع: |        |             |        |

یادداشت
- تنها پنج جایگاه نخست از هر رده‌بندی نمایش داده شده‌است.